# Athies-sous-Laon
Athies-sous-Laon település Franciaországban, Aisne megyében. Lakosainak száma 2600 fő (2022. január 1.). Athies-sous-Laon Bruyères-et-Montbérault, Chambry, Eppes, Laon, Parfondru és Samoussy községekkel határos.

## Népesség
A település népességének változása:
| Lakosok száma | 1599 | 2075 | 2124 | 2230 | 2616 | 2602 | 2604 | 2606 | 2597 | 2600 |
|               | 1968 | 1982 | 1990 | 2006 | 2013 | 2015 | 2017 | 2019 | 2020 | 2022 |